# Scala maggiore
La scala maggiore è una successione di 7 note che hanno una distanza fra loro sempre fissa (il modo è dato dalla sequenza di intervalli mostrata di seguito, per convenzione i gradi della scala sono indicati con numeri romani), ed è: tono, tono, semitono, tono, tono, tono, semitono:
```
I       II      III       IV      V      VI      VII       I  (VIII)
  Tono     Tono     Semit.   Tono   Tono    Tono     Semit.
```

A partire da una qualsiasi nota è possibile costruire una scala maggiore scegliendo le rimanenti note tra i dodici semitoni contenuti in un'ottava in modo da rispettare la successione di intervalli suindicata. Per esempio, a partire dalla nota Do si ottiene la scala di Do maggiore:
Vista come successione di otto suoni (sette più la prima nota un'ottava sopra), ogni scala eptafonica può essere suddivisa in due gruppi di quattro suoni, detti tetracordi. Nel caso della scala di do maggiore i tetracordi (Do-Re-Mi-Fa e Sol-La-Si-Do), separati da un intervallo di un tono, sono individuati dalla sequenza di intervalli in ordine ascendente tono - tono - semitono come qui di seguito mostrato:
```
Do      Re      Mi          Fa        Sol      La      Si          Do
   
tono    tono    semitono
     
tono
      
tono    tono    semitono
```

Sulla tastiera del pianoforte, la scala maggiore più semplice da individuare è quella di Do. È l'unica scala maggiore che usa solo i tasti bianchi della tastiera, quindi non ha alterazioni (diesis o bemolli) in chiave.
Quando si scrivono le scale maggiori e minori, ogni riga e spazio sul pentagramma deve essere riempito e nessuna nota può avere più di un'alterazione. Questo fa sì che l'armatura di chiave abbia solo diesis oppure solo bemolli; inoltre le normali scale maggiori non usano mai entrambe le alterazioni.
La scala maggiore equivale al modo ionico.
| I grado Tonica | I grado Tonica | II grado Sopratonica | II grado Sopratonica | III grado Modale | III grado Modale | IV grado Sottodominante | IV grado Sottodominante | V grado Dominante | V grado Dominante | VI grado Sopradominante | VI grado Sopradominante | VII grado Sensibile | VII grado Sensibile | VIII grado Tonica | VIII grado Tonica |
| eng            | ita            | eng                  | ita                  | eng              | ita              | eng                     | ita                     | eng               | ita               | eng                     | ita                     | eng                 | ita                 | eng               | ita               |
| -------------- | -------------- | -------------------- | -------------------- | ---------------- | ---------------- | ----------------------- | ----------------------- | ----------------- | ----------------- | ----------------------- | ----------------------- | ------------------- | ------------------- | ----------------- | ----------------- |
| C              | Do             | D                    | Re                   | E                | Mi               | F                       | Fa                      | G                 | Sol               | A                       | La                      | B                   | Si                  | C                 | Do                |
| C♯             | Do♯            | D♯                   | Re♯                  | E♯               | Mi♯              | F♯                      | Fa♯                     | G♯                | Sol♯              | A♯                      | La♯                     | B♯                  | Si♯                 | C♯                | Do♯               |
| D♭             | Re♭            | E♭                   | Mi♭                  | F                | Fa               | G♭                      | Sol♭                    | A♭                | La♭               | B♭                      | Si♭                     | C                   | Do                  | D♭                | Re♭               |
| D              | Re             | E                    | Mi                   | F♯               | Fa♯              | G                       | Sol                     | A                 | La                | B                       | Si                      | C♯                  | Do♯                 | D                 | Re                |
| E♭             | Mi♭            | F                    | Fa                   | G                | Sol              | A♭                      | La♭                     | B♭                | Si♭               | C                       | Do                      | D                   | Re                  | E♭                | Mi♭               |
| E              | Mi             | F♯                   | Fa♯                  | G♯               | Sol♯             | A                       | La                      | B                 | Si                | C♯                      | Do♯                     | D♯                  | Re♯                 | E                 | Mi                |
| F              | Fa             | G                    | Sol                  | A                | La               | B♭                      | Si♭                     | C                 | Do                | D                       | Re                      | E                   | Mi                  | F                 | Fa                |
| F♯             | Fa♯            | G♯                   | Sol♯                 | A♯               | La♯              | B                       | Si                      | C♯                | Do♯               | D♯                      | Re♯                     | E♯                  | Mi♯                 | F♯                | Fa♯               |
| G♭             | Sol♭           | A♭                   | La♭                  | B♭               | Si♭              | C♭                      | Do♭                     | D♭                | Re♭               | E♭                      | Mi♭                     | F                   | Fa                  | G♭                | Sol♭              |
| G              | Sol            | A                    | La                   | B                | Si               | C                       | Do                      | D                 | Re                | E                       | Mi                      | F♯                  | Fa♯                 | G                 | Sol               |
| A♭             | La♭            | B♭                   | Si♭                  | C                | Do               | D♭                      | Re♭                     | E♭                | Mi♭               | F                       | Fa                      | G                   | Sol                 | A♭                | La♭               |
| A              | La             | B                    | Si                   | C♯               | Do♯              | D                       | Re                      | E                 | Mi                | F♯                      | Fa♯                     | G♯                  | Sol♯                | A                 | La                |
| B♭             | Si♭            | C                    | Do                   | D                | Re               | E♭                      | Mi♭                     | F                 | Fa                | G                       | Sol                     | A                   | La                  | B♭                | Si♭               |
| B              | Si             | C♯                   | Do♯                  | D♯               | Re♯              | E                       | Mi                      | F♯                | Fa♯               | G♯                      | Sol♯                    | A♯                  | La♯                 | B                 | Si                |
| C♭             | Do♭            | D♭                   | Re♭                  | E♭               | Mi♭              | F♭                      | Fa♭                     | G♭                | Sol♭              | A♭                      | La♭                     | B♭                  | Si♭                 | C♭                | Do♭               |

## Costruire le scale maggiori

### Analisi delle scale maggiori con diesis
Scale e armature di chiave sono connesse. È necessario costruire un'armatura di chiave, ossia una serie di diesis o bemolle, per sapere quali note ci sono in una certa scala maggiore. Un modo facile e istruttivo, ma noioso, per scrivere le alterazioni in chiave della scala voluta, è quello di usare la sequenza tono/tono/semitono/ecc. spiegata in precedenza. Se scegliamo di scrivere la scala in Re maggiore, sappiamo che la scala comincia con un Re. La nota seguente sarà un tono sopra: un Mi. La nota ancora dopo sarà un tono sopra il Mi. Poiché il Fa è solo un semitono più in alto del Mi (sulla tastiera del pianoforte non c'è un tasto nero tra queste due note) è necessario alzare il Fa e farlo diventare un Fa diesis per raggiungere la differenza di un tono tra le note. Si può continuare fino a creare l'intera scala con i diesis (o bemolle, a seconda della scala) al posto giusto.
Un modo più semplice per costruire le scale si ottiene analizzando la serie completa delle scale maggiori. Partendo dalla scala di Do maggiore, non ci sono diesis o bemolle. Se si crea una scala maggiore sulla quinta di Do maggiore, Sol maggiore, si avrà un Fa♯. Se si crea una scala maggiore sulla quinta di Sol maggiore, Re maggiore, si dovranno mettere in chiave due alterazioni: un Fa♯ e un Do♯. Continuando la sequenza si ottiene:
```
Do  maggiore - 0 diesis
Sol maggiore - 1 diesis - Fa♯
Re  maggiore - 2 diesis - Fa♯ Do♯
La  maggiore - 3 diesis - Fa♯ Do♯ Sol♯
Mi  maggiore - 4 diesis - Fa♯ Do♯ Sol♯ Re♯
Si  maggiore - 5 diesis - Fa♯ Do♯ Sol♯ Re♯ La♯
Fa♯ maggiore - 6 diesis - Fa♯ Do♯ Sol♯ Re♯ La♯ Mi♯
Do♯ maggiore - 7 diesis - Fa♯ Do♯ Sol♯ Re♯ La♯ Mi♯ Si♯
```

In questa tabella si può vedere come per ogni nuova scala, che inizia sulla quinta della precedente, sia necessario aggiungere un nuovo diesis. L'ordine dei diesis che devono essere aggiunti è il seguente: Fa♯, Do♯, Sol♯, Re♯, La♯, Mi♯, Si♯.
Ogni nuova scala quindi "eredita" tutti i diesis della scala precedente e aggiunge il nuovo diesis sul VII grado. 
Es. la scala di LA Maggiore "eredita" i diesis della scala precedente (Re Maggiore, il suo IV grado di cui il LA è il V), quindi Fa# e Do#, e aggiunge un nuovo diesis sul suo VII grado, il Sol#.
Se si osserva, l'ultima alterazione si aggiunge alla tonica (la prima nota) della scala costruita due quinte indietro (in questa tabella, due righe più in alto). Una regola utile da usare per riconoscere le scale maggiori con i diesis è che la tonica è sempre un semitono sopra l'ultimo diesis.

### Analisi delle scale maggiori con bemolle
Una tabella simile può essere costruita per le scale maggiori che contengono bemolli. In questo caso ogni nuova scala comincia sulla quinta sotto la precedente, il che equivale a una quarta sopra:
```
Do   maggiore - 0 bemolli
Fa   maggiore - 1 bemolle - Si♭
Si♭  maggiore - 2 bemolli - Si♭ Mi♭
Mi♭  maggiore - 3 bemolli - Si♭ Mi♭ La♭
La♭  maggiore - 4 bemolli - Si♭ Mi♭ La♭ Re♭
Re♭  maggiore - 5 bemolli - Si♭ Mi♭ La♭ Re♭ Sol♭
Sol♭ maggiore - 6 bemolli - Si♭ Mi♭ La♭ Re♭ Sol♭ Do♭
Do♭  maggiore - 7 bemolli - Si♭ Mi♭ La♭ Re♭ Sol♭ Do♭ Fa♭
```

Si può riconoscere una sequenza simile alla precedente: ogni nuova scala mantiene i bemolle della precedente e ne aggiunge uno dalla sequenza: Si♭, Mi♭, La♭, Re♭, Sol♭, Do♭, Fa♭. È l'inverso della sequenza dei diesis data in precedenza.
Ogni nuova scala quindi "eredita" tutti i bemolli della scala precedente e aggiunge il nuovo bemolle sul IV grado. Es. la scala di Lab Maggiore "eredita" i bemolli della scala precedente (Mib Maggiore, il suo V grado di cui il LAb è il IV), quindi Si♭ Mi♭ e La♭, e aggiunge un nuovo bemolle sul suo IV grado, il Reb appunto.
Anche in questo caso c'è una relazione tra la tonica e gli accidenti: la tonica corrisponde al penultimo bemolle.

### Il circolo delle quinte

Circolo delle quinte

Le informazioni ricavate dall'analisi delle scale possono essere utilizzate per la costruzione del circolo delle quinte:
È un modo utile per trovare le alterazioni di chiave delle scale maggiori. Partendo dal Do in alto e proseguendo in senso orario, ogni nota rappresenta una scala, una quinta sopra la nota precedente. Questo significa che ogni nuova scala (in senso orario) richiede un diesis in più nell'armatura di chiave. Il numero di diesis da aggiungere dipende dalla distanza dal Do in alto, e si possono leggere a partire dal Fa. Per esempio per sapere quanti e quali diesis si devono usare in una scala di Mi maggiore, vediamo che Mi dista quattro note da Do; quindi ci servono quattro diesis. Questi diesis sono (partendo da Fa): Fa♯, Do♯, Sol♯, Re♯. Se in chiave si leggono 5 diesis, basta contare 5 dall'alto per arrivare a Si: è la scala di Si maggiore.
In maniera simile si possono trovare le alterazioni con i bemolle. Ogni nota a partire dal Do in alto, ma proseguendo questa volta in senso antiorario, rappresenta una nuova scala, e la posizione della nota indica quanti bemolle ha. I bemolle si trovano in senso antiorario a partire da Si♭: Si♭ è a due note di distanza da Do, quindi ha due bemolle: Si♭ e Mi♭.

## Armonizzazione della scala maggiore per triadi
La scala maggiore consente di costruire determinate  triadi a seconda del corrispondente grado della scala.
| Grado | Triade    |
| ----- | --------- |
| I     | Maggiore  |
| II    | Minore    |
| III   | Minore    |
| IV    | Maggiore  |
| V     | Maggiore  |
| VI    | Minore    |
| VII   | Diminuita |

## Proprietà armoniche
La scala maggiore ha proprietà armoniche uniche:
- presenta una quinta diminuita (tra la terza e la settima) nell'accordo di settima costruito sul quinto grado, la dominante;
- il settimo grado è definito sensibile, in quanto dista di un semitono dalla tonica;
- di quasi tutte le note della scala esiste la quinta giusta in ogni direzione, con le eccezioni della quinta sopra il settimo grado e della quinta sotto il quarto grado.